# Polnische Badminton-Mannschaftsmeisterschaft 1986
Die Polnische Badminton-Mannschaftsmeisterschaft der Saison 1985/1986 gewann das Team von Technik Głubczyce. Es war die 13. Austragung der Titelkämpfe.

## Endstand
| Platz | Mannschaft             |
| ----- | ---------------------- |
| 1.    | Technik Głubczyce      |
| 2.    | Start Gdynia           |
| 3.    | Unia Bieruń Stary      |
| 4.    | Stal Nowa Dęba         |
| 5.    | MDK Płock              |
| 6.    | Kolejarz Katowice      |
| 7.    | AZS Gdańsk             |
| 8.    | Bolesław Bukowno       |
| 9.    | Warmia Olsztyn         |
| 10.   | Polonez Warszawa       |
| 11.   | AZS AWF Wrocław        |
| 12.   | Motus Koszalin         |
| 13.   | Ursus Warszawa         |
| 14.   | Żyrardowianka Żyrardów |
| 15.   | AZS Radom              |
| 16.   | Wilga Garwolin         |
| 17.   | Piast Poznań           |